# Holcocephala bechyneorum
Holcocephala bechyneorum là một loài ruồi trong họ Asilidae. Holcocephala bechyneorum được Ayala miêu tả năm 1982. Loài này phân bố ở vùng Tân nhiệt đới.